# Убей меня (фильм, 2007)
«Убей меня» (англ. You Kill Me) — американская криминальная комедия, снятая режиссёром Джоном Далем в 2007 году. Главные роли исполнили: Бен Кингсли, Теа Леони, Люк Уилсон и Дэннис Фарина.
Слоган: «Лучше застрелиться, чем на тебе жениться!».

## Сюжет
Фрэнк Фаленчик (Бен Кингсли) работает наемным убийцей на польский мафиозный клан в Буффало. Киллер испытывает проблемы с злоупотреблением алкоголем, из-за этого он проваливает важное задание, тем самым поставив семейный бизнес под угрозу, его дядя, Роман Крземински (Филип Бейкер Холл), глава мафиозной семьи, отправляет его в Сан-Франциско, чтобы Фрэнк взялся за ум и бросил пить. Там Фрэнк вынужден устроиться на работу в морг и посещать встречи собрания Анонимных алкоголиков, где он признается в том, что он работает киллером и объясняет, что он хочет избавиться от проблем с алкоголем, поскольку это сказывается на его способностях профессионально убивать людей. Он влюбляется в Лорел Пирсон (Теа Леони), ушлую клиентку, которую он встречает в похоронном бюро. Тем временем, внезапно появившаяся ирландская уличная группировка угрожает мафиозному бизнесу уборки снега. Когда появляются первые жертвы, Фрэнк возвращается домой и сталкивается со старыми конкурентами, на новых условиях. С помощью Лорел ему удается подавить клан противников, убив лидера ирландцев, что приводит к развалу всей группировки.

## Критика
Фильм был тепло встречен критиками, и получил рейтинг 78 %, на сайте Rotten Tomatoes. Консенсус гласит: «Замечательное выступление Бена Кингсли и Теи Леони — это очаровательный и забавный взгляд на знакомую историю жизни киллеров».

## В ролях
- Бен Кингсли — Фрэнк Фаленчик
- Теа Леони — Ларел Пирсон
- Люк Уилсон — Том
- Дэннис Фарина — Эдуард О’Лири
- Филип Бейкер Холл — Роман Крземински
- Билл Пуллман — Дэйв
- Маркус Томас — Стеф Крземински
- Джейн Иствуд — Кэтлин Фицджералд